# Logan Stieber

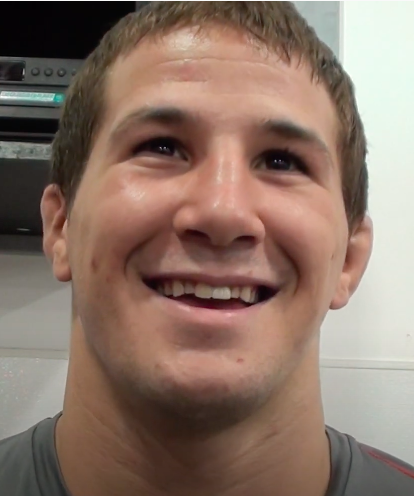
Logan Stieber, 2019

Logan Stieber (* 24. Januar 1991 in Monroeville (Ohio)) ist ein US-amerikanischer Ringer. Er wurde 2016 Weltmeister im freien Stil in der Gewichtsklasse bis 61 kg Körpergewicht.

## Werdegang
Logan Stieber begann als Jugendlicher im Jahre 2000 an der Monroeville High School mit dem Ringen. Dabei konzentrierte er sich auf den freien Stil. In seiner High-School-Zeit gewann er fünfmal die High-School-Meisterschaft von Ohio. Danach studierte er an der Ohio State University und war auch dort ein sehr erfolgreicher Ringer. Er gewann in den Jahren 2012 bis 2015 viermal in Folge die US-amerikanische Studentenmeisterschaft (NCAA-Championships).
2008 wurde Logan Stieber US-amerikanischer Juniorenmeister. Seine erste große Bewährungsprobe auf der internationalen Ringermatte bestand er im Jahre 2011, als er bei der Junioren-Weltmeisterschaft in Bukarest in der Gewichtsklasse bis 60 kg hinter dem späteren Olympiasieger Toğrul Əsgərov, der 2017 als Dopingsünder entlarvt wurde, den 2. Platz erkämpfte.
2012 scheiterte Logan Stieber, der für den Titan Mercury Wrestling Club in Columbus (Ohio) startet, ganz knapp bei der US-amerikanischen der Olympiaqualifikation (Trials). Er verlor das entscheidende Duell gegen Coleman Scott. Trainiert wird er von Mike Zadick.
In den folgenden Jahren konnte er sich bei den US-amerikanischen Meisterschaften zwar immer im Vorderfeld platzieren, schaffte aber erst im Jahre 2016 wieder die Qualifikation für eine internationale Meisterschaft, nämlich die Weltmeisterschaft für die nicht-olympischen Gewichtsklassen in Budapest. Dort zeigte er sich in hervorragender Form und wurde mit Siegen über Wassylyj Schuptar, Ukraine, Ahmet Tschakajew, Russland, Behnam Ehsanpour, Iran und Beka Lomtadse, Georgien Weltmeister in der Gewichtsklasse bis 61 kg Körpergewicht.
Bei der Panamerikanischen Meisterschaft 2017, die im Juni dieses Jahres in Lauro de Freitas/Brasilien stattfand, belegte er in der gleichen Gewichtsklasse den 3. Platz, wobei er gegen Davian Quintana Jaime, Kuba, im Halbfinale eine knappe 12:13-Punktniederlag hinnehmen musste.

## Internationale Erfolge
| Jahr | Platz | Wettbewerb                                                   | Gewichtsklasse | Ergebnisse |
| 2011 | 2.    | Junioren-WM in Bukarest                                      | bis 60 kg      | nach Siegen über Sajatpek Okasow, Kasachstan, Andranik Owsepian, Griechenland, Maxim Perpeliță, Moldawien und Stefan Iwanow, Bulgarien und einer Niederlage gegen Toğrul Əsgərov, Aserbaidschan |
| 2015 | 2.    | „Bill-Farrell“-Memorial-International in New York            | bis 65 kg      | hinter Jordan Oliver, USA |
| 2015 | 2.    | Golden-Grand-Prix in Baku                                    | bis 65 kg      | hinter Magomed Kurbanalijew, Russland, vor Teymur Mammadow, Aserbaidschan und Soslan Ramonow, Russland                                                                                          |
| 2016 | 12.   | „Iwan-Yarigin“-Memorial in Krasnojarsk                       | bis 65 kg      | Sieger: Israil Kasumow vor Magomed Kurbanalijew, beide Russland |
| 2016 | 2.    | Intern. Turnier in Kiew                                      | bis 65 kg      | hinter Semjon Radulow, Ukraine, vor Andrei Perpeliță, Moldawien und Reece Humphreys, USA |
| 2016 | 3.    | „Alexander-Medwed“-Preis in Minsk                            | bis 65 kg      | hinter Soslan Ramonow und Frank Chamizo Marquez, Italien |
| 2016 | 2.    | „Bill-Farrell“-Memorial-International in New York            | bis 65 kg      | hinter B.J. Futrell und vor Nick Dardanes, beide USA und Ulukman Mamatow, Kirgisistan |
| 2016 | 1.    | WM in Budapest                                               | bis 61 kg      | nach Siegen über Wassylyj Schuptar, Ukraine, Ahmet Tschakajew, Russland, Behnam Ehsanpoor, Iran und Beka Lomtadse, Georgien                                                                     |
| 2017 | 3.    | Panamerikanische Meisterschaft in Lauro de Freitas/Brasilien | bis 61 kg      | nach einem Sieg über Augustin Destribats, Argentinien und einer Niederlage gegen Davian Quintana Jaime, Kuba                                                                                    |

## Nationale Erfolge
| Jahr | Platz | Wettbewerb                                             | Gewichtsklasse | Ergebnisse                                             |
| 2008 | 1.    | US-amerik. Juniorenmeisterschaft                       | bis 55 kg      | vor Zach Sanders                                       |
| 2010 | 6.    | USA-Meisterschaft                                      | bis 55 kg      | Sieger: Obe Blanc vor Angel Escobedo                   |
| 2011 | 3.    | US-amerik. Juniorenmeisterschaft                       | bis 60 kg      | hinter Tony Ramos und Nick Dardanes                    |
| 2012 | 1.    | US-amerik. Studentenmeisterschaft (NCAA-Championships) | bis 55 kg      | vor Jordan Oliver und Tony Ramos                       |
| 2012 | 2.    | US-amerik. Olympiaausscheidung (Trials)                | bis 60 kg      | hinter Coleman Scott, vor Mike Zadick und Matt Valenti |
| 2013 | 4.    | USA-Meisterschaft                                      | bis 60 kg      | hinter Reece Humphreys, Coleman Scott und Tyler Graff  |
| 2013 | 4.    | WM-Ausscheidung (WM-Trials)                            | bis 60 kg      | hinter Reece Humphreys, Jimmy Kennedy und Nick Simmons |
| 2013 | 1.    | NCAA-Championships                                     | bis 60 kg      | vor Tony Ramos, Tyler Graff und Aaron Schopp           |
| 2014 | 3.    | USA-Meisterschaft                                      | bis 65 kg      | hinter Brent Metcalf und Kellen Russell                |
| 2014 | 1.    | NCAA-Championships                                     | bis 65 kg      | vor Devin Carter, Mitchell Port und Evan Henderson     |
| 2015 | 1.    | NCAA-Championships                                     | bis 65 kg      | vor Mitchell Port, Devin Carter und Dean Heil          |
| 2015 | 4.    | USA-Meisterschaft                                      | bis 65 kg      | hinter Brent Metcalf, Jordan Oliver und Kellen Russell |
| 2016 | 1.    | WM-Trials                                              | bis 61 kg      | vor Tyler Graff, Jayson Ness und Cody Brewer           |
| 2017 | 1.    | WM-Trials                                              | bis 61 kg      | vor Kendrick Maple und Brendan Wright                  |

Erläuterungen
- alle Wettkämpfe im freien Stil
- WM = Weltmeisterschaften
- NCAA = Nordamerikanischer Studenten-Sportverband
- Trials = Ausscheidungsturnier